# Mittelmeer-Sandschnecke
Die Mittelmeer-Sandschnecke (Theba pisana), auch Mittelmeersandschnecke oder Dünenschnecke genannt, gehört zur Familie der Schnirkelschnecken (Helicidae), die zur Ordnung der Lungenschnecken (Pulmonata) gerechnet wird. Die Art ist sehr trockenresistent und neigt zu Massenvorkommen.

## Merkmale
Das Gehäuse der Mittelmeer-Sandschnecke ist flach kegelförmig, im Gesamthabitus kugelig, mit im Adultstadium breit gewölbten Windungen und flacher Naht. Juvenile Tiere sind dagegen noch deutlich gekielt, der Kiel verschwindet erst mit dem letzten Umgang. Das Gehäuse misst ausgewachsen 9 bis 12 mm in der Höhe und 12 bis 25 mm in der Breite. Es werden 5,5 bis 6 Umgänge gebildet, die relativ gleichförmig zunehmen. Die Mundöffnung ist elliptisch, der Mundsaum relativ scharf und lediglich innen an der Spindel etwas umgebogen. Innen ist er mit einer rötlichen oder auch weißlichen Lippe versehen. Der Nabel ist relativ eng und z. T. vom Mundsaum überdeckt. Die annähernd glatte Oberfläche weist lediglich eine sehr feine Spiralstreifung auf, die sich mit der ebenfalls sehr feinen Anwachsstreifen kreuzen. Die Grundfarbe ist sehr variabel und reicht von weißlich über gelblich, rötlich bis zu bräunlich. Häufig sind sehr variable dunkle Spiralbänder ausgebildet, die aber auch gänzlich fehlen können. Die Bänder sind häufig unterbrochen, gezackt oder gespalten, die Zwischenräume orangerot gefärbt. Der Weichkörper des Tieres ist hellbraun bis hellgelb.

## Vorkommen und Lebensweise
Die Art bevorzugt meist trockene Standorte in Küstennähe, besonders in der Nähe von Dünen und relativ spärliche Vegetation. Bei trockenem Wetter sitzen die Tiere oft in großer Zahl an Pflanzenstängeln, wo sie der direkten Sonne ausgesetzt sind. Die Mündung ist dann mit einer kalkigen Haut verschlossen. Im Mittelmeergebiet legen sie eine Sommerruhe ein. Im nördlichen Teil des Verbreitungsgebietes wird dagegen eine Winterruhe eingelegt.

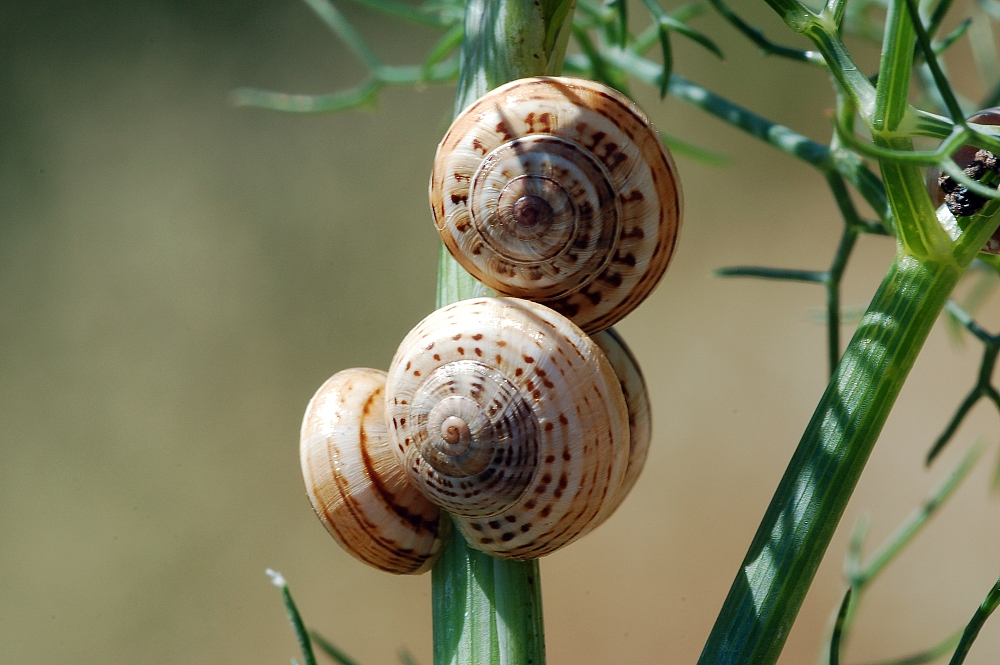
Mittelmeer-Sandschnecke an Pflanzen sitzend, Camargue, Südfrankreich

Das Verbreitungsgebiet ist mediterran bis atlantisch. Die Art kommt im gesamten Mittelmeergebiet entlang der Küsten vor, aber auch entlang der Atlantikküste bis nach Belgien, Niederlande, Südengland und Irland sowie auf den Mittelatlantischen Inseln. Selten ist sie auch weiter im Landesinneren zu finden. Das einzige Vorkommen in Deutschland ist auf Helgoland, wo sie eingeschleppt wurde. Sie ist inzwischen aber auch nach Australien, Südafrika, Argentinien und Nordamerika (Oregon) verschleppt worden. Sie verträgt keine tieferen Minusgrade.

## Fortpflanzung
Die Geschlechtsreife wird in vielen Gebieten bereits im ersten Jahr erreicht, die Tiere können sich schon bei halber (Adult-)Gehäusegröße fortpflanzen. Es sind Zwitter, die sich gegenseitig befruchten. Selbstbefruchtung kommt nicht vor. Es werden etwa fünf Gelege im Jahr produziert, die im nördlichen Verbreitungsgebiet im Sommer und Herbst abgelegt werden. In den trockeneren Mediterrangebieten werden die Eier dagegen später mit dem Einsetzen der Herbstregen im Herbst und Winter abgelegt. Ein einzelnes Gelege enthält im Durchschnitt über 70 Eier, die in der Erde vergraben werden. Insgesamt werden bis zu 340 Eier im Jahr gelegt. Die Tiere werden in den kühlsten und wärmsten Extremen des Verbreitungsgebietes bis zu zwei Jahre alt. In anderen Regionen mit gemäßigter Wärme und ausreichender Feuchtigkeit halten die Tiere keine Winterruhe und nur eine kurze Sommerruhe. Sie werden daher auch nur ein Jahr alt.

## Schadwirkung
Die Mittelmeer-Sandschnecke gilt in Israel als Schädling in Zitrusplantagen.

## Systematik
Die Art wurde 1774 von Otto Friedrich Müller als Helix pisana erstmals wissenschaftlich beschrieben. Aufgrund der großen Variabilität in der Färbung wurde die Art noch unter einer ganzen Reihe von anderen Namen beschrieben. Die Fauna Europaea verzeichnet zwölf Synonyme. Helix pisana ist die Typusart der Gattung Theba Risso, 1826.

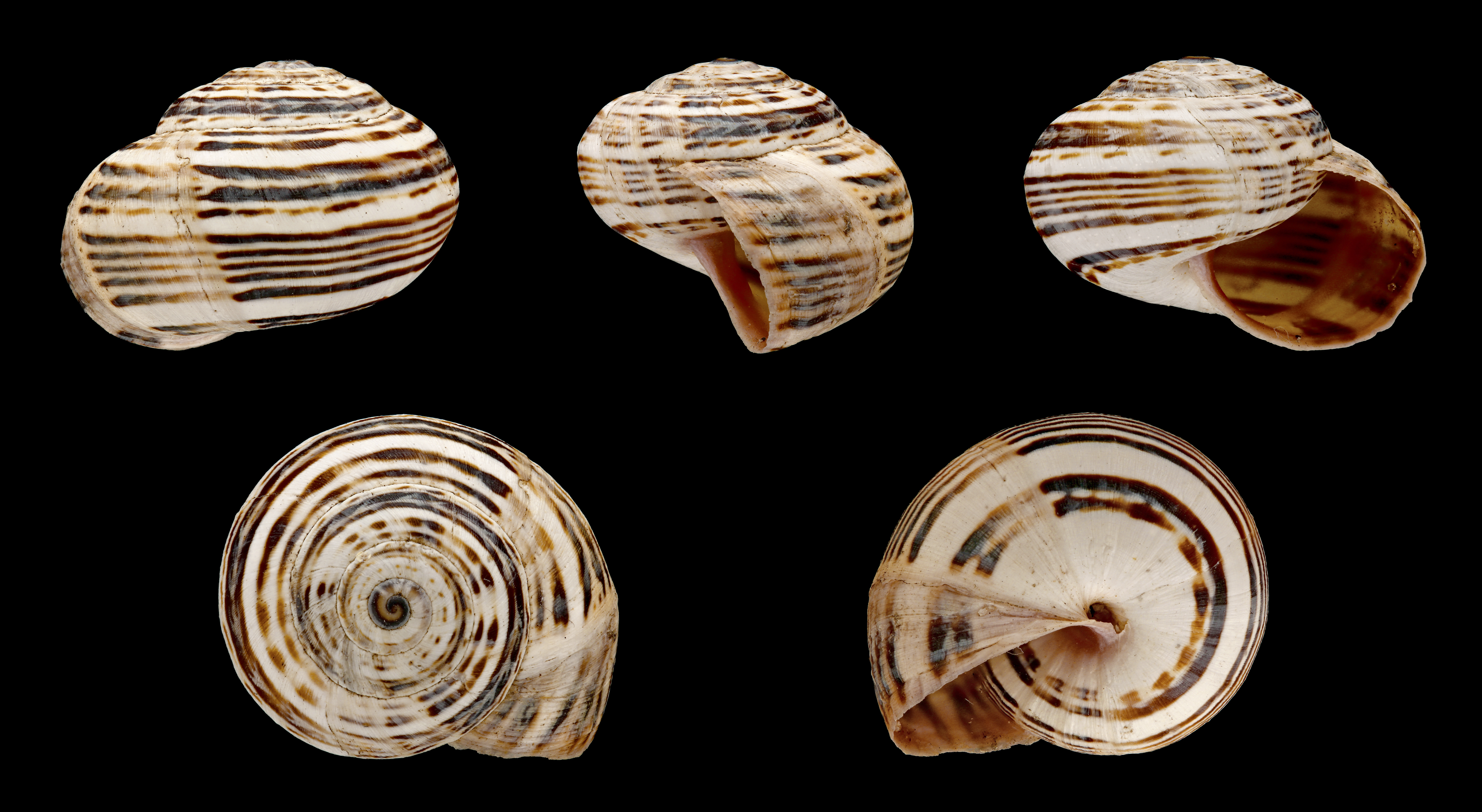
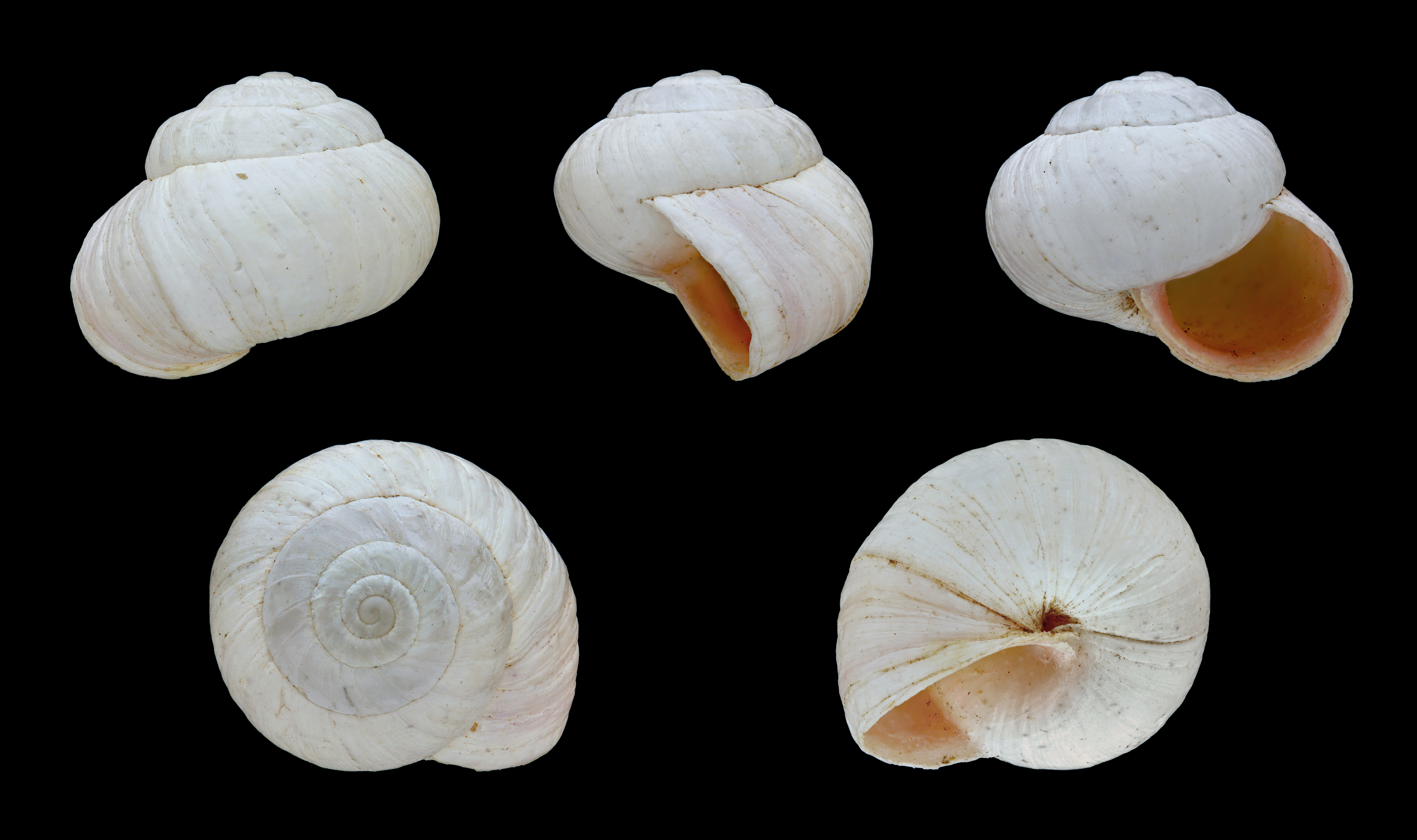
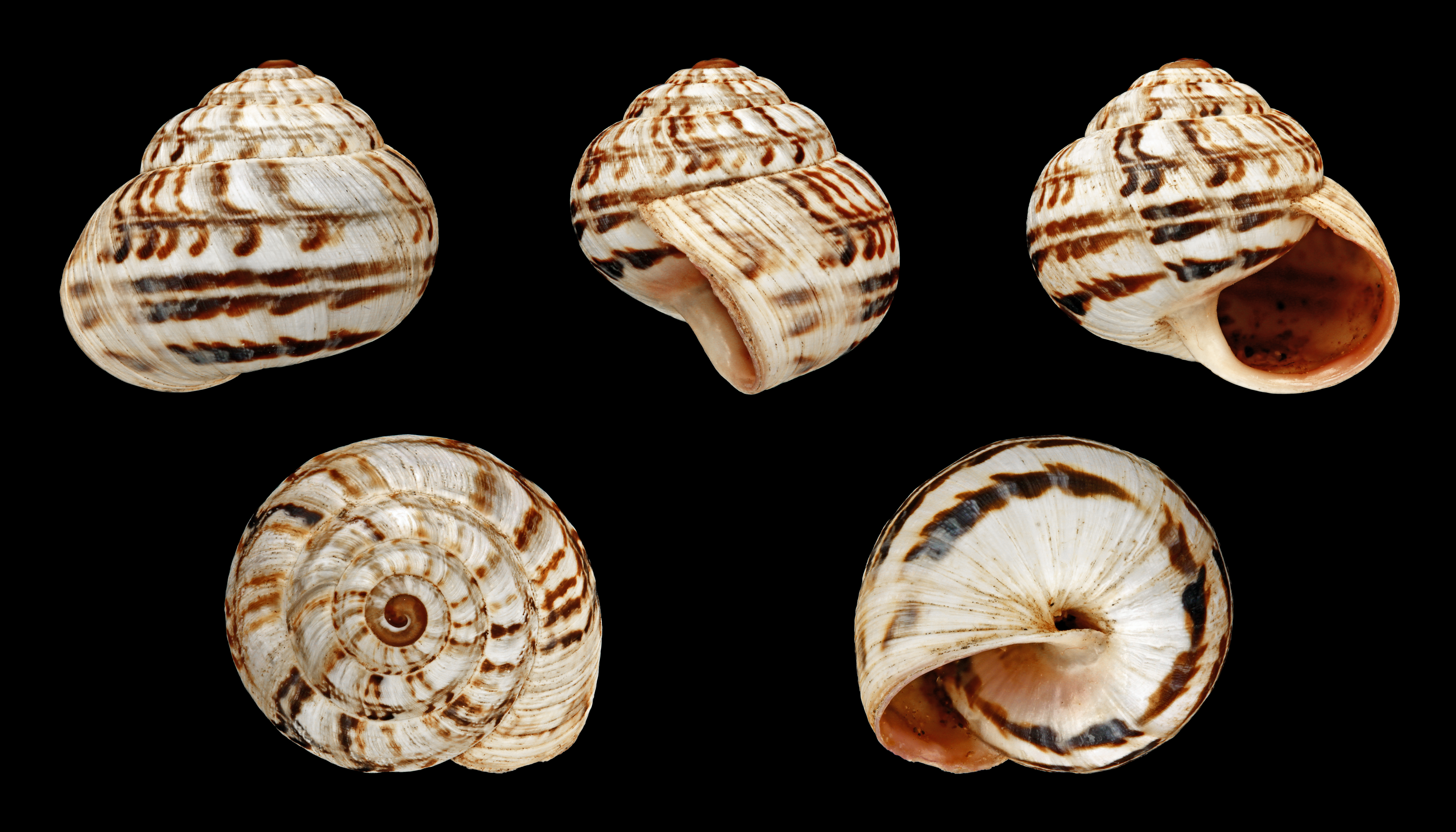
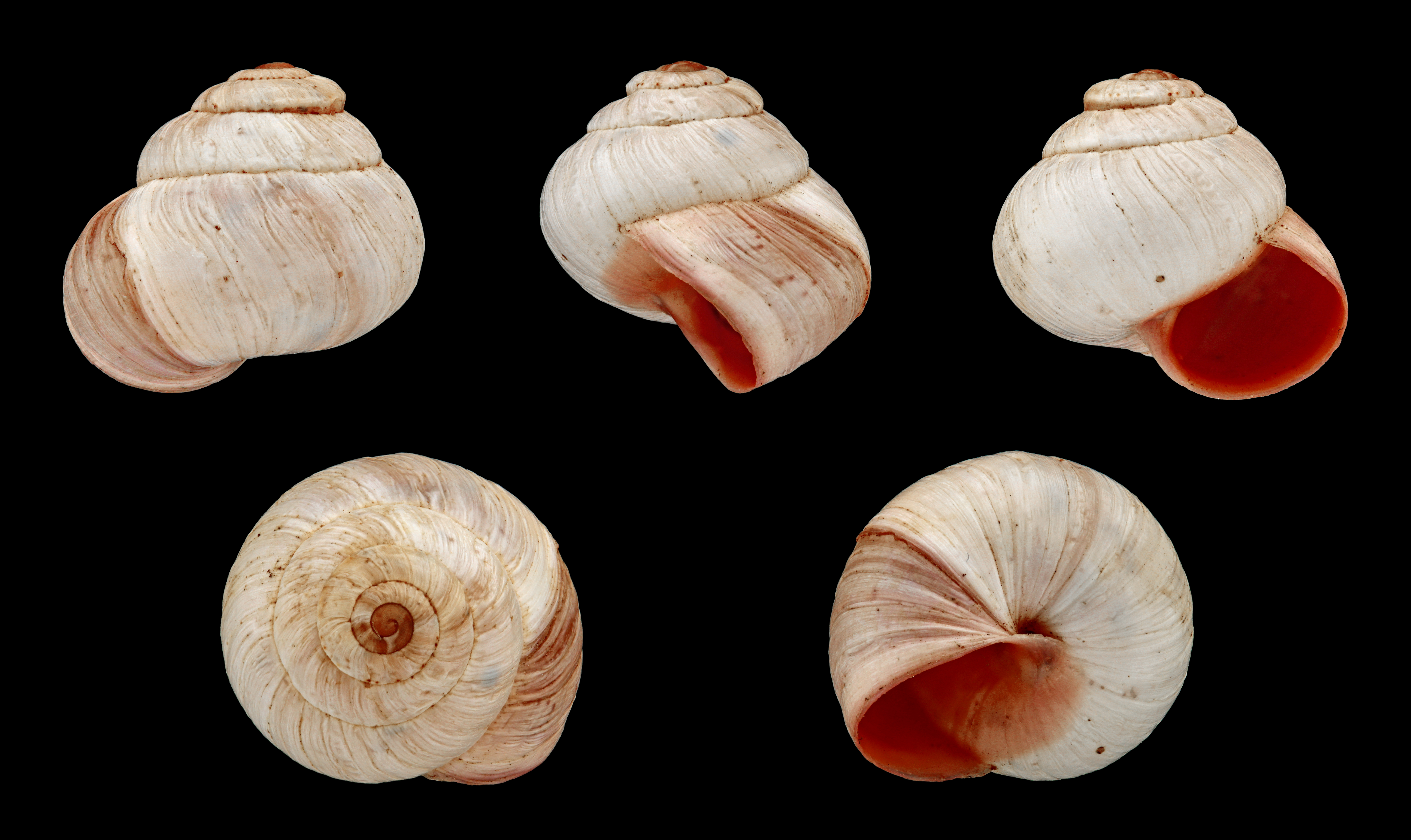
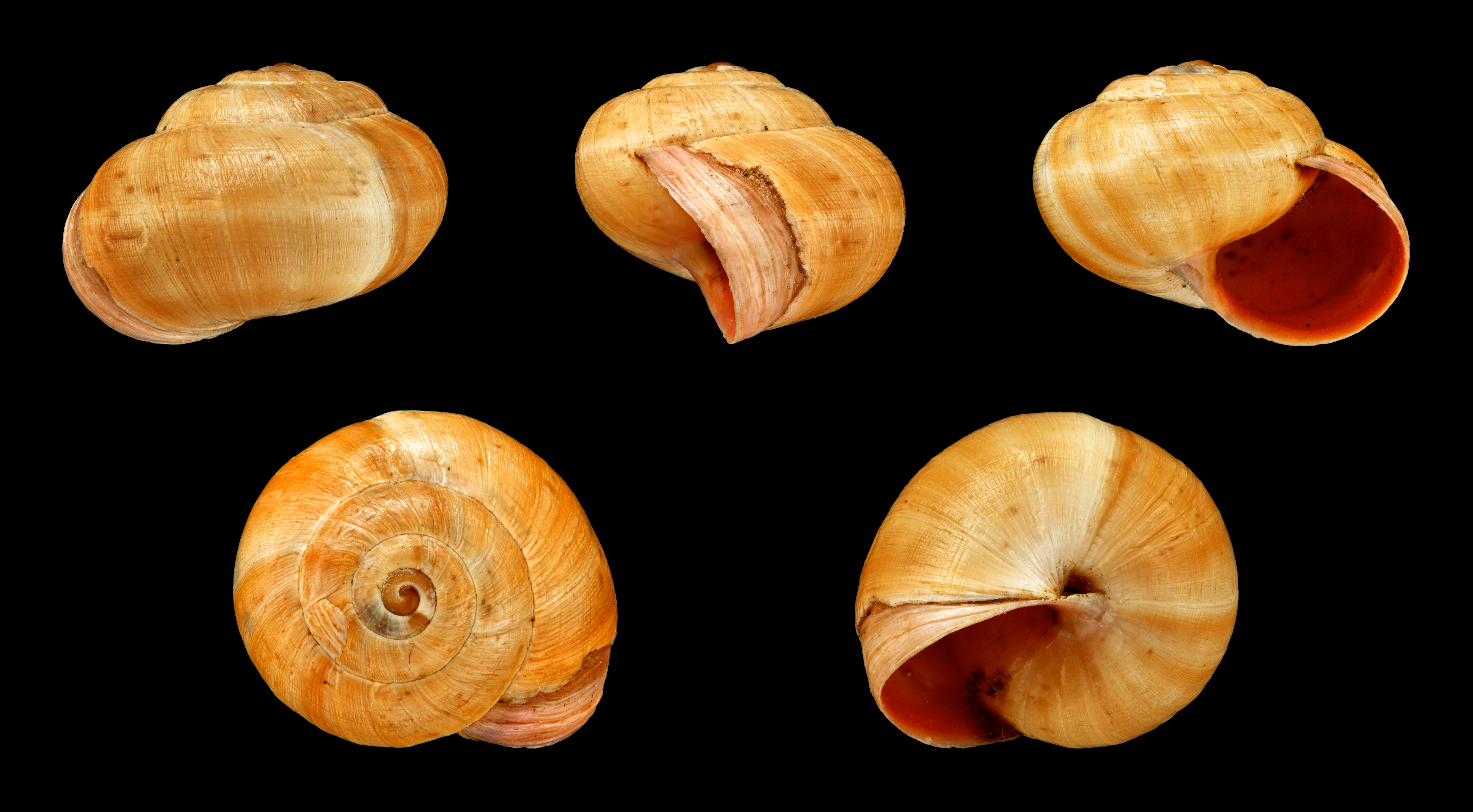
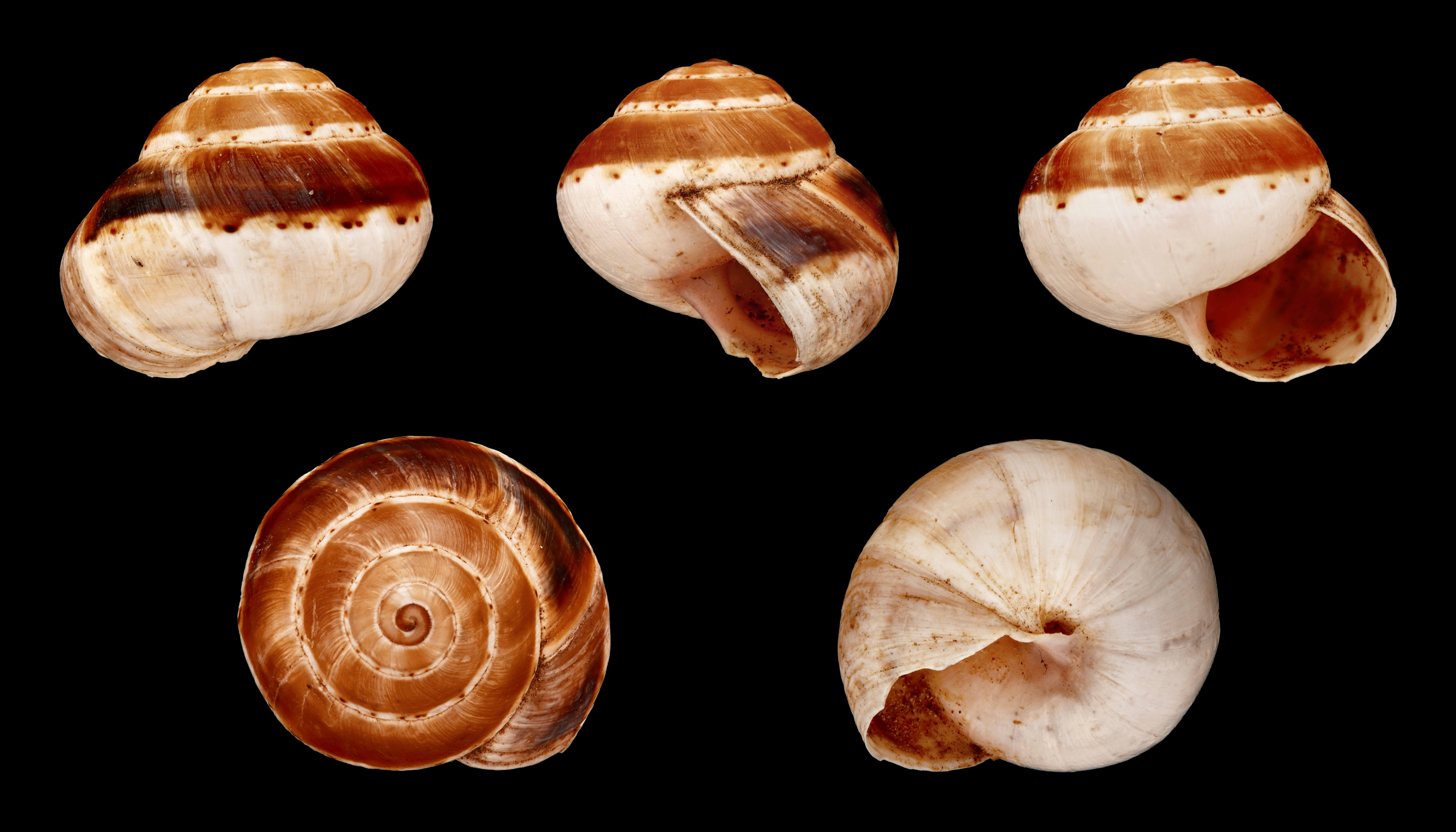
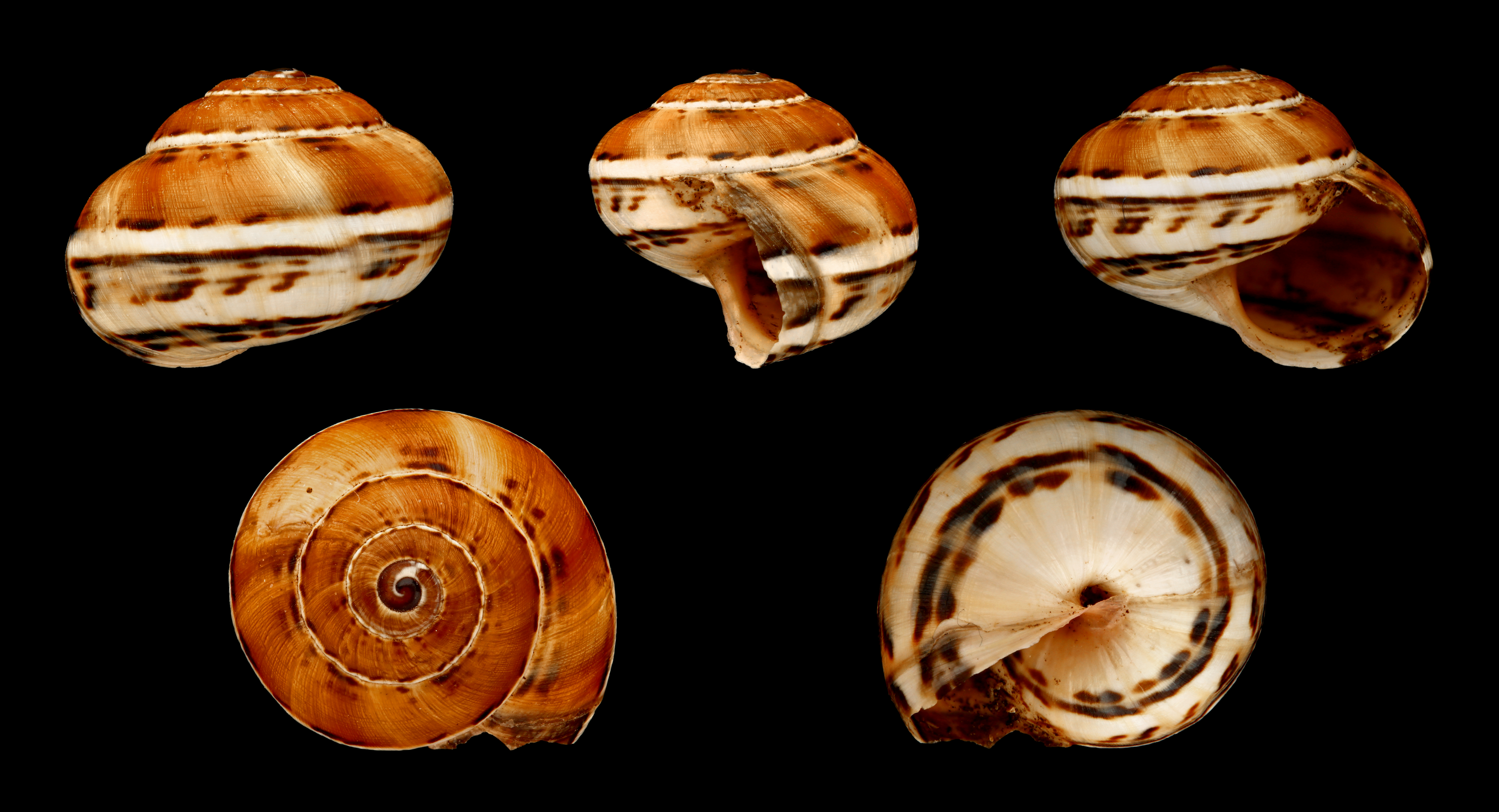
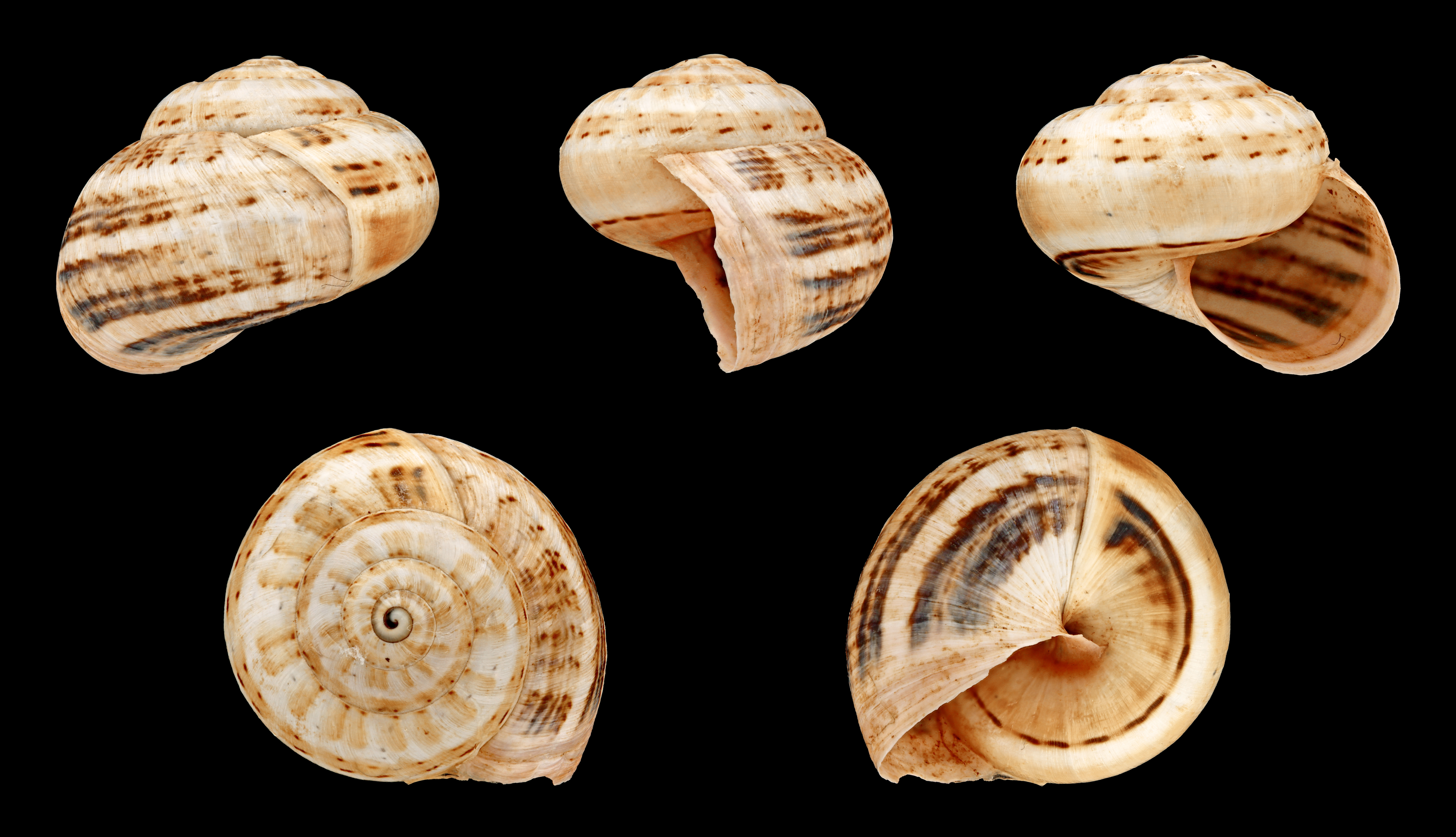
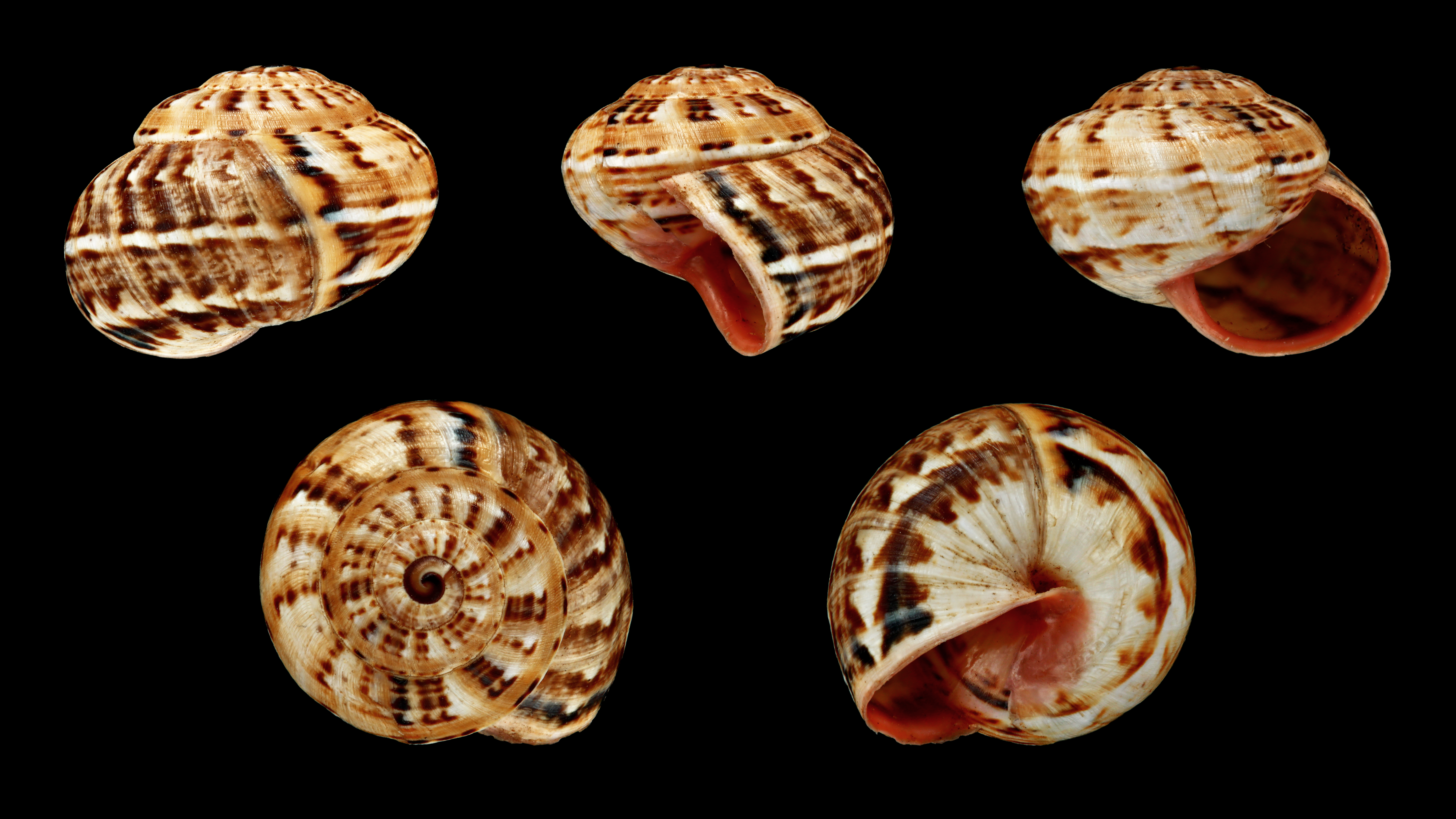
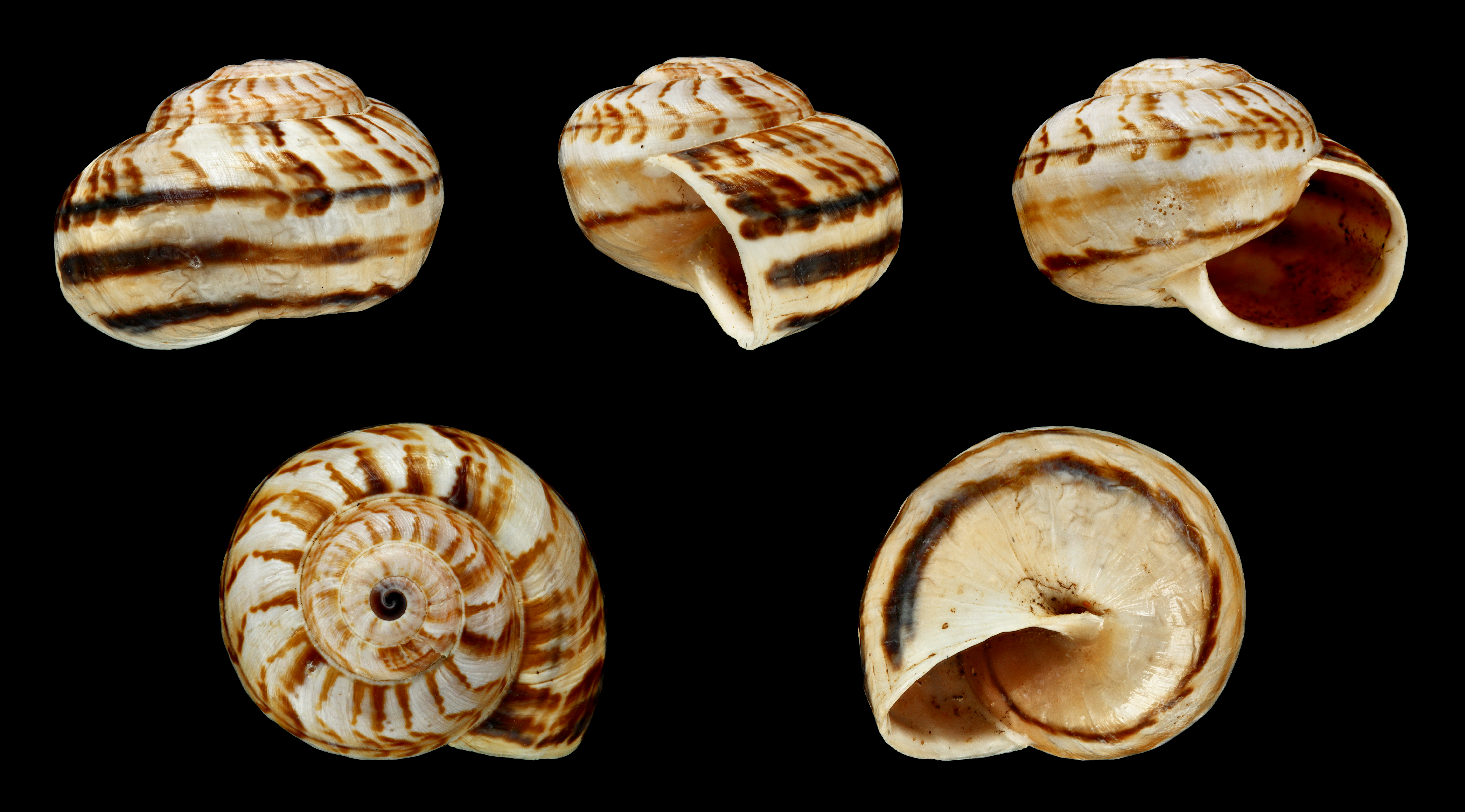
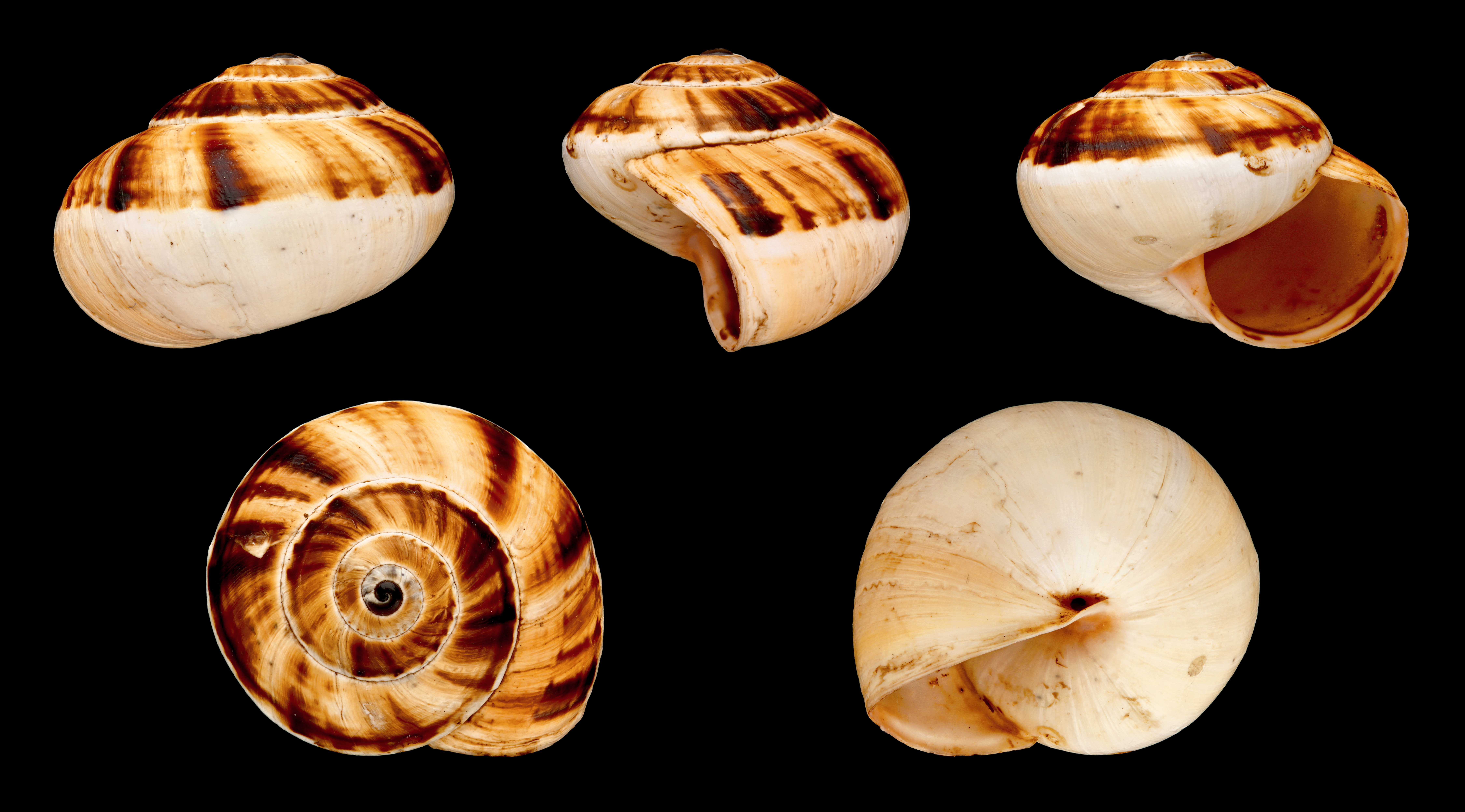

## Belege